# Cyrestis martinus
Cyrestis martinus är en fjärilsart som beskrevs av Hans Fruhstorfer 1902. Cyrestis martinus ingår i släktet Cyrestis och familjen praktfjärilar. Inga underarter finns listade i Catalogue of Life.